# Russian Business Network
Il Russian Business Network (in italiano: Rete d'affari russa) abbreviata in RBN è un'organizzazione cybercriminale russa multisfaccettata, specializzata nell'appropriazione di identità per rivenderle.
È l'origine di Mpack e del presunto operatore di Botnet Storm.
La RBN è nota per ospitare affari equivoci e illegali, come ISP per pedopornografia, phishing, spam e distribuzione fisica di malware.
Hanno sede a San Pietroburgo. Dal 2007 sviluppò delle tecniche in molti paesi per fornire un metodo al crimine organizzato di riconoscere le vittime a livello internazionale.
La RBN è stata descritta da VeriSign come la "Più cattiva dei cattivi".
Offre servizi di web hosting e accesso a internet a tutte le tipologie di criminali e alle attività illecite, con guadagni fino a 150 milioni di dollari in un solo anno.
Vende operazioni di DoS a 600$ al mese.
Le sue attività sono difficili da tracciare.
Non è una compagnia registrata, e il suo dominio è registrato con indirizzi anonimi.
I suoi proprietari sono conosciuti solo da un nome fittizio.
Non fa pubblicità, e commercia solo con transazioni elettroniche non rintracciabili.
Un'attività che sta svolgendo ultimamente è l'invio di exploit attraverso programmi anti-spia (spyware) e anti-malware falsi
con lo scopo di dirottare i pc e rubare le identità personali.
Nel 2007 la minaccia informatica matrix sviluppata da Spy-Ops fu classificata al quarto posto nello sviluppo e nella vendita di armi informatiche.

## Organizzazione
La RBN opera sotto diversi falsi nomi.
Le sue operazioni apparentemente non hanno una base geografica.
- RBNet,
- RBNetwork,
- RBusinessNetwork,
- iFrame Cash,
- SBT Telecom Network (Seychelles),
- Aki Mon Telecom,
- 4Stat
- Eexhost
- DefconHost
- Rusouvenirs Ltd.,
- TcS Network (Panama),
- Nevcon Ltd. (Panama),
- Micronnet Ltd. (San Pietroburgo Russia),
- Too coin Software (UK)
- 76service
- MalwareAlarm (Repubblica Ceca)
- InstallsCash

## Connessioni politiche
Si ritiene che ci siano anche presunti collegamenti con il fondatore e capo dell'organizzazione Flyman, che è correlata con un potente e ben conosciuto partito politico russo.
Alla luce di ciò, è possibile che le recenti attività cyber-terroristiche con gli attacchi DoS all'Estonia nel maggio 2007 e Georgia-Azerbaigian nell'agosto 2008, potrebbero essere stati coordinati da una fonte come un'organizzazione.
Sebbene tutto ciò non sia provato, i servizi segreti ritengono questa una seria possibilità.